# Бівер (округ, Юта)
Шаблон:StateAbbr_ 38°20′ пн. ш. 113°14′ зх. д. / 38.34° пн. ш. 113.23° зх. д.
Округ Бівер (англ. Beaver County) — округ (графство) у штаті Юта, США. Ідентифікатор округу 49001.

## Історія
Округ утворений 1856 року.

## Демографія
За даними перепису 2000 року загальне населення округу становило 6005 осіб, усе сільське. Серед мешканців округу чоловіків було 3090, а жінок — 2915. В окрузі було 1982 домогосподарства, 1531 родин, які мешкали в 2660 будинках. Середній розмір родини становив 3,42.
Віковий розподіл населення поданий у таблиці:
| Стать    | До 15 років | 15-21 | 22-29 | 30-39 | 40-49 | 50-65 | 65-85 | Понад 85 |
| -------- | ----------- | ----- | ----- | ----- | ----- | ----- | ----- | -------- |
| Чоловіки | 872         | 347   | 318   | 384   | 407   | 386   | 348   | 28       |
| Жінки    | 794         | 344   | 268   | 307   | 369   | 374   | 386   | 73       |

## Суміжні округи
- Міллард — північ
- Севір — північний схід
- Пают — схід
- Гарфілд — південний схід
- Айрон — південь
- Лінкольн, Невада — захід